# Rockefeller (famiglia)
La famiglia Rockefeller è una famiglia industriale, politica e di banchieri che ha creato una delle più grandi fortune nella storia mondiale degli affari del petrolio durante la fine del XIX e l'inizio del XX secolo, con John Davison Rockefeller e suo fratello William Rockefeller, in primo luogo attraverso la Standard Oil. La famiglia è anche nota per la sua lunga associazione massonica e controllo della Chase Manhattan Bank. Sono considerati una delle famiglie più potenti, se non la famiglia più potente, nella storia degli Stati Uniti d'America.

## Contesto familiare
La famiglia Rockefeller vede le sue origini nella città di Neuwied, nella Renania-Palatinato, in Germania, agli inizi del XVII secolo. I suoi membri si trasferirono nel Nuovo Mondo agli inizi del XVIII secolo, mentre, attraverso Eliza Davison, con origini familiari del Middlesex County, New Jersey, John D. Rockefeller e William Rockefeller Jr. e i loro discendenti hanno anche origini scozzesi ed irlandesi.
Il ramo americano della famiglia discende da Johann Peter Rockefeller, che migrò dalla Renania a Filadelfia, nella provincia di Pennsylvania, intorno al 1723. In America divenne un proprietario terriero e di piantagioni a Somerville e a Amwell, nel New Jersey.
Uno dei membri fondatori della famiglia Rockefeller fu l'imprenditore William Rockefeller Sr., nato a Granger (nello Stato di New York) da un protestante: egli ebbe sei figli dalla sua prima moglie Eliza Davison, i più importanti dei quali furono i magnati del petrolio John D. Rockefeller e William Rockefeller, co-fondatori della Standard Oil. John D. Rockefeller (conosciuto come Senior, in opposizione a suo figlio John D. Rockefeller Jr., conosciuto come Junior) fu un devoto battista del nord e supportò molti istituti religiosi.

## Patrimonio familiare
Il patrimonio dell'intera famiglia, tutti i loro beni, gli investimenti e il patrimonio dei suoi singoli membri non è mai stato precisamente conosciuto. Il contenuto degli archivi familiari riguardante il patrimonio netto della famiglia e dei suoi membri non è accessibile ai ricercatori.
Fin dai suoi inizi, il patrimonio della famiglia, è stato sotto il completo controllo degli uomini della dinastia, attraverso l'ufficio familiare. Nonostante la presenza di mogli determinate che hanno avuto influenza sulle decisioni dei loro mariti, quali la cruciale figura femminile di Abby Aldrich Rockefeller, moglie di John D. Rockefeller Jr. esse ricevettero solo dei compensi in denaro e non gli venne data nessuna responsabilità, neppure parziale, della fortuna familiare.
Buona parte del patrimonio è stato segregato nell'importante trust familiare del 1934 (che include la parte più consistente della fortuna e continua a maturare alla morte della quarta generazione) e nel trust del 1952 entrambi amministrati da Chase Bank, successore di Chase Manhattan Bank. I trust consistono in azioni delle società che hanno succeduto la Standard Oil, altri investimenti diversificati, nonché le notevoli proprietà immobiliari della famiglia. Sono amministrati da un comitato che supervisiona la fortuna familiare.
La gestione della loro fortuna si basa oggi su manager professionisti che supervisionano la holding principale, la Rockefeller Financial Services, che controlla tutti gli investimenti della famiglia, ora che il Rockefeller Center non è più posseduto dalla famiglia. L'attuale presidente è David Rockefeller Jr.
Nel 1992 aveva 5 divisioni principali:
- Rockefeller & Co. (Gestione del denaro: delle università hanno investito una parte delle loro dotazioni finanziarie in questa società);
- Venrock Associates (Venture Capital: un investimento precoce nella Apple Computer è stato uno dei molti nelle start-up della Silicon Valley);
- Rockefeller Trust Company (Gestisce centinaia di trust familiari);
- Rockefeller Insurance Company (Gestisce le assicurazioni di responsabilità civile per i membri della famiglia);
- Acadia Risk Management (Intermediazione assicurativa: negozia contratti di assicurazione per la vasta collezione d'arte familiare, proprietà immobiliari e aerei privati).

## Proprietà immobiliari e istituzioni
La famiglia è stata fortemente impegnata in numerosi progetti di costruzione immobiliare negli Stati Uniti nel XX secolo. I principali tra di essi sono:
- Rockefeller Center, un complesso di molteplici edifici costruito all'inizio della Grande Depressione in centro Manhattan. La costruzione del Rockefeller Center venne interamente finanziata dalla famiglia
- International House of New York, New York City, 1924 (John Jr.) {Hanno partecipato: John III, Abby Aldrich, David & Peggy, David Jr., Abby O'Neill}
- Wren Building, College of William and Mary, Virginia, dal 1927 (Rinnovazione finanziata da Junior)
- Colonial Williamsburg, Virginia, dal 1927 in poi (Junior), Abby Aldrich, John III e Winthrop, restauro storico
- Museum of Modern Art, New York City, dal 1929 (Abby Aldrich, John Jr., Blanchette, Nelson, David, David Jr., Sharon Percy Rockefeller)
- Riverside Church, New York City, 1930 (John Jr.)
- The Cloisters, New York City, dal 1934 (John Jr.)
- The Interchurch Center, New York City, 1948 (John Jr.)
- Asia Society (Asia House), New York City, 1956 (John III)
- One Chase Manhattan Plaza, New York City, 1961 (David)
- Nelson A. Rockefeller Empire State Plaza, Albany, New York, 1962 (Nelson)
- Lincoln Center, New York City, 1962 (John III)
- World Trade Center Torri Gemelle, New York City, 1973–2001 (David and Nelson)
- Embarcadero Center, San Francisco, 1974 (David)
- Council of the Americas/Americas Society, New York City, 1985 (David)
- Si aggiunge a questo la partecipazione di Senior e Junior a sette grandi complessi immobiliari residenziali:
  - Forest Hill Estates, Cleveland, Ohio
  - City Housing Corporation's efforts, Sunnyside Gardens, Queens, New York City
  - Thomas Garden Apartments, The Bronx, New York City
  - Paul Laurence Dunbar Housing, Harlem, New York City
  - Lavoisier Apartments, Manhattan, New York City
  - Van Tassel Apartments, Sleepy Hollow, New York (precedentemente North Tarrytown)
  - Un complesso residenziale in Radburn, New Jersey
  - Un ulteriore progetto vide la partecipazione di David Rockefeller in un grande complesso residenziale per la classe media quando fu eletto, nel 1947, presidente di Morningside Heights, Inc., a Manhattan da quattordici principali istituzioni basate nell'area, inclusa la Columbia University. Il risultato, nel 1951, fu il complesso residenziale di sei edifici conosciuto come Morningside Gardens.
- Le donazioni di Senior condussero alla formazione dell'Università di Chicago nel 1889, la Central Philippine University nelle isole Filippine (la prima università battista e la seconda università americana in Asia), e la Chicago School of Economics. Questo è solo un esempio di una lunga tradizione familiare e della Rockefeller Foundation di supportare finanziariamente prestigiose università e college su più generazioni, settantacinque in totale. Queste includono:
  - Harvard University
  - Dartmouth College
  - Princeton University
  - University of California, Berkeley
  - Stanford University
  - Yale University
  - Massachusetts Institute of Technology
  - Brown University
  - Tufts University
  - Columbia University
  - Cornell University
  - University of Pennsylvania
  - Case Western Reserve University
  - Istituzioni oltremare come la London School of Economics e la University College London, tra le molte.
- Senior (e Junior) hanno anche creato:
  - Rockefeller University nel 1901
  - General Education Board nel 1902, che in seguito (1923) divenne l'International Education Board
  - Rockefeller Sanitary Commission nel 1910
  - Bureau of Social Hygiene nel 1913 (Junior)
  - International Health Division nel 1913
  - China Medical Board nel 1915.
  - Rockefeller Museum, Israele, 1925–30
  - Negli anni '20, l'International Education Board concesse delle generose borse di studio ad innovatori in matematica moderna, come Stefan Banach, Bartel Leendert van der Waerden e André Weil, questo contribuì al graduale passaggio del mondo della matematica verso gli Stati Uniti durante questo periodo.
  - Per promuovere la cooperazione tra fisica e matematica i fondi Rockefeller contribuirono anche alla creazione del nuovo Mathematical Institute dell'Università di Göttingen tra il 1926 e il 1929
  - Il sorgere degli studi di probabilità e statistica deve molto alla creazione dell'istituto Henri Poincaré a Parigi, parzialmente finanziato dai Rockefeller, intorno a questo stesso periodo.
  - John D Jr. istituì l'International House a Berkeley.
  - Junior fu il responsabile della creazione e del finanziamento della Colonial Williamsbourg Foundation, che gestisce la storica città restaurata di Williamsbourg in Virginia, una delle più vaste restaurazioni storiche mai intraprese.

## Residenze familiari
Durante più generazioni, i membri della famiglia hanno abitato in prestigiose case storiche, in totale, 81 residenze dei Rockefeller sono sul National Register of Historic Places. Le più importanti residenze familiari, senza includere tutte le case possedute dai cinque fratelli, sono:
- One Beekman Place - La residenza di Laurance a New York.
- 10 West 54th Street - Una casa familiare individuale di nove piani, ex residenza di Junior prima che si trasferisse al 720 Park Avenue, e la più grande residenza a New York City del tempo, fu la casa dei cinque fratelli; fu poi data da Junior al Museum of Modern Art.
- 740 Park Avenue - Celebre appartamento su tre piani e 40 stanze di Junior e Abby nel lussuoso edificio residenziale newyorkese, che fu in seguito venduto ad un prezzo record.
- Bassett Hall - La casa a Colonial Williamsburg comprata da Junior nel 1927 e restaurata nel 1936, fu la residenza preferita di entrambi Junior e Abby ed ora è una casa museo nella città restaurata dalla famiglia di Colonial Revival.
- The Casements - Una casa a tre piani a Ormond Beach in Florida, dove Senior passo i suoi ultimi inverni, dal 1919 fino alla sua morte.
- The Eyrie - Una vasta casa di 100 stanze per le vacanze estive sull'isola di Mount Desert nel Maine, demolita dai membri della famiglia nel 1962.
- Forest Hill - La residenza estiva e di campagna della famiglia a Cleveland in Ohio durante quattro decenni; costruita e occupata da Senior, bruciò nel 1917.
- Golf House a Lakewood, New Jersey - La precedente sede a tre piani del circolo d'élite Ocean County Hunt e Country Club, che Senior comprò nel 1902 per giocare a golf nel suo campo da golf.
- Kykuit, anche conosciuta come la John D. Rockefeller Estate - la simbolica casa a sei piani e 40 stanze nella vasta proprietà familiare nel Westchester County, casa di quattro generazioni della famiglia.
- Il JY Ranch - Il simbolico ranch a Jackson Hole, Wyoming, la casa di vileggiatura costruita da Junior e poi posseduta da Laurance, che fu usata da tutti i membri della famiglia e ebbe molti visitatori di rilievo, presidenti inclusi, finché Laurance ne fece dono al governo federale nel 2001.
- Rockwood Hall - L'ex casa di William Rockefeller Jr. (demolita negli anni '40).

## Politica
Banchiere e filantropo di rilievo, David Rockefeller Sr. fu il patriarca della famiglia fino alla sua morte nel 2017. Nel 1960, quando suo fratello Nelson Rockefeller era governatore di New York, David Sr. fece pressione con successo per abrogare una legge dello Stato di New York che impediva alla Chase Manhattan Bank di operare al di fuori della città. Il presidente Richard Nixon offrì per due volte a David Sr. il posto di segretario del Tesoro, ma rifiutò in entrambe le occasioni. Nel 1979 usò le sue importanti conoscenze per portare negli Stati Uniti Mohammad Reza Pahlavi, scià dell'Iran, che era stato detronizzato durante la Rivoluzione iraniana ed era in cattive condizioni di salute per ricevere cure mediche. Nel 1998 è stato premiato con la Medaglia presidenziale della libertà dal presidente Bill Clinton per il suo lavoro nell'International Executive Service Corps.